# العدالة البيئية للفقراء
العدالة البيئية للفقراء
"العدالة البيئية للفقراء" هي محاوله لفهم وتحليل الحركات الاجتماعية المرتبطة بالصراعات البيئية خاصه في المناطق الفقيرة اقتصاديا وفي دول الجنوب وخاصه المناطق التي يتم من خلالها استخراج الموارد الطبيعية الأولية لصالح الشركات الدولية والتي تودي الي تدمير البيئة المحيطة وخلق بيئة طارده للسكان الأصلين. تقوم فلسفة العدالة البيئية على أساس انها حق لجميع الناس من الافراد والمجتمعات، بغض النظر عن الموقع أو الجنس أو الدين أو العرق أو المستوى الاجتماعي.
الخطاب الغربي السائد في علم البيئة لم يعطي اهتماما للعلاقات الاجتماعية البيئية والقضايا البيئة المرتبطة بالسكان الاصلين والشعوب المهمشة اقتصاديا واجتماعيا وثقافيا. مع ذلك، حركة العدالة البيئية حاليا أكثر وعيًا، تركز عل قضايا العدالة الاجتماعية في النزاعات البيئية المحلية، والحركات الاجتماعية التي تنشأ ضد استغلال البيئة والموارد الطبيعية.

## البدايات
في العام 1988، المؤرخ "ألبرتو فلوريس غاليندو" اقترح مصطلح "حماية البيئة للفقراء" لوصف حركات المقاومة الفلاحية محاولا لفهم النضال والحركات الاجتماعية المحلية الناشئة المرتبطة بالقضايا البيئية والتي تعبر عن النضال ضد الرأسمالية التي تقوم على تدمير البيئة المحيطة بالسكان المحلين.
في العام 2002، "جوان مارتينيز" في كتابه حول "العدالة البيئية للفقراء" يشير الي الحركات الاجتماعية النضالية المرتبطة بالبيئة في المناطق الريفية والفقيرة اقتصاديا في دول الجنوب '' ويقارن ذلك مع حركة العدالة البيئية الحضرية في المجتمعات الغنية في شمال العالم كالولايات المتحدة واروبا، ويطرح تساؤل حول العلاقة ما بين المدافعين عن البيئة وبين "العدالة البيئية الفقراء". 
ينتقد جوان مارتينيز( (Martinez-Alier) بعض التيارات المحافظة في علم البيئة وخاصه تلك المدارس المحافظة التي تركز على الحياة البرية فقط والمرتبطة بحركة الحفاظ على البيئة في حين ان رؤية العدالة البيئية للفقراء تؤكد على العدالة الاجتماعية وحماية الأرض والموارد الطبيعية للسكان المحليين.
العديد من دراسات الحالة تشير الي تنامي حركات النضال والصراعات المرتبطة بالبيئة من قبل السكان المحلين والفلاحين المزارعين خاصه في بعض دول الجنوب ضد الشركات الدولية والسياسات التي تقوم على استغلال الموارد الطبيعية المحلية على حساب بيئة السكان المحلين.
"العدالة البيئية للفقراء" تستند على أن السكان المحلين أكثر تضررا من التدهور البيئي الحالي وذلك لأن هذا التدهور البيئي يحدث في الموارد الطبيعية، بما ذلك الانبعاثات والتلوث في المياه والأرض ويهدد مباشره مصادر الرزق المادية الأساسية كالمياه والوصول الي الأراضي الزراعية والرعوية، لذلك فان الحركات الاجتماعية البيئية المحلية والريفية أكثر استدامه وأكثر اصاله لأنها تسند على عدالة العلاقات الاجتماعية البيئية وتقوم على النضال من أجل الدفاع عن سبل العيش والثقافة المحلية. [8]

## النسوية البيئية
الحركة النسوية والدفاع عن البيئية لها حضور مهم في السياقات المرتبطة بالعدالة البيئية في المجتمعات المحلية والريفية، وغالبًا ما يكون للمرأة أدوار اجتماعية تجعلها على اتصال مباشر بالطبيعة، مثل جلب المياه، والزراعة، ورعاية الحيوانات، والتجمع، وما إلى ذلك. من الأمثلة البارزة على حماية البيئة للفقراء بقيادة الناشطات حركة تشيبكو في الهند وحركة الحزام الأخضر في كينيا. [7]

## الحركة العالمية
تعتمد هذه الرؤية على أساس نظري لحركة عالمية ناشئة من أجل تسليط الضوء على الصراعات المحلية في المناطق المهمشة والريفية في دول الجنوب وربطها بمفهوم العدالة البيئية، حيث يقاوم الناس التدمير البيئي الذي يقوم على عمليات استخراج الموارد الطبيعية من مناطقهم وإلحاق ضرر كبير بالطبيعة المحيطة بمجتمعاتهم وسبل عيشهم. على سبيل المثال، ظهرت شبكات دولية مثل Oilwatch من اجل العمل المباشر للشعوب الأصلية التي تكافح التنقيب واستخراج النفط في أماكن مثل دلتا النيجر وكولومبيا وبيرو. [4]
يشير الباحثون والناشطون في حقل العدالة البيئية الي اهميه الحراك من اجل البيئة في دول الجنوب. والي اهميه دعم الحركات المحلية في نضالها ضد الشركات الدولية الكبرى التي تقوم على استغلال واستهلاك الموارد الطبيعية للسكان المحلين في دول الجنوب. [9] [10]
من أجل تعزيز دراسة مفهوم العدالة البيئية بشكل اوسع، يقوم باحثو في (جامعة برشلونة المستقلة) Autonomous University of Barcelona ICTA-UAB على انشاء مشروع "أطلس العدالة البيئية" ( EGAtlas) ، على نحو خريطة متاحة بعدة لغات ،يقوم المشروع بتوثيق ودراسة بعض الحالات المختلفة للنزاعات المتعلقة بالعدالة البيئية في جميع أنحاء العالم وعلاقتها السياسية والاجتماعية والاقتصادية و مسارات الصراع والنضال من أجل العدالة البيئية.
ENVIRONMENTALISM OF THE POOR
The environmentalism of the poor is a social movement that arises out of environmental conflicts when impoverished people struggle against state or private interests that threaten their livelihoods, health, sovereignty and culture. Part of the global environmental justice movement differ from mainstream environmentalism by emphasizing issues of social justice rather than emphasizing conservation and eco-efficiency.[1][2][3] It is becoming an increasingly important force for global sustainability.[4]
The environmentalism of the poor includes a myriad of environmental movements in the global South that are surprisingly underrepresented in mainstream environmentalist discourse.[5] However, impoverished people involved in local conflicts are becoming more aware of the global environmental justice movement, and transnational environmental justice networks allow these environmental advocates to potentially leverage international support for their struggles.[5][4]
Backstory
In 1988, Peruvian historian Alberto Flores Galindo suggested the term “environmentalism of the poor” to describe peasant resistance movements.[6] In 1997, Joan Martinez-Alier and Ramachandra Guha contrasted these movements with the 'full belly environmentalism' (post-materialist) of the global North and drew parallels between rural and third world 'poor environmentalism' and the mostly urban environmental justice movement to emerge in the United States.[6][7]
In his 2002 book Environmentalism of the Poor, Martinez-Alier describes three different streams within environmentalism: the 'cult of wilderness’ associated with the conservation movement and people like John Muir; the later 'gospel of eco-efficiency' which promotes sustainable development and is based on the idea that ecological problems arise from the lack of discoveries and technological advances; and a growing environmental justice movement or 'environmentalism of the poor' which emphasizes social justice and the protection of land for use by marginalized people. Martinez-Alier draws on political ecology and ecological economics to create a theoretical basis for a global environmental justice movement arising out of local environmental conflicts.[6]
Of these three currents within environmentalism, the growing environmentalism of the poor may be the strongest force for sustainability.[6][4] This runs counter to well-established ideas about sustainability: environmentalism has often been seen as the domain of affluent societies in the global North, because poor people are not interested in environmental concerns.[6][1][4] For example, the Brundtland Report concluded that poverty is one of the most important drivers of environmental degradation; political scientist Ronald Inglehart has also argued that affluent societies are more likely to protect nature. Likewise, Kuznets curves associate environmental improvements with higher per capita income, implying that the cure for environmental degradation is more growth.[4] However, the environmentalism of the poor points to numerous case studies in which the poor protect the environment against powerful interests in order to defend their livelihoods and cultures.[8]